# Épargne logement en France
L'épargne logement est un système d'épargne-logement donnant accès ultérieurement à un prêt à un taux privilégié pour contribuer à l'achat d'un logement (prêt habitat) pour l'habitat principal de l'intéressé ou de sa famille.
En France, les deux produits d'épargne logement sont le compte épargne logement (CEL) et le plan épargne logement (PEL)